# Милан Перич
Милан Перич (серб. Milan Perić / Милан Перић, нар. 16 квітня 1986, Чачак) — сербський футболіст, нападник клубу «Відеотон».

## Ігрова кар'єра
Народився 16 квітня 1986 року в місті Чачак. Вихованець футбольної школи клубу «Младост» (Лучани). Дорослу футбольну кар'єру розпочав 2003 року в основній команді того ж клубу, в якій провів один сезон, взявши участь у 61 матчі чемпіонату.
Влітку 2006 року перейшов в сімферопольську «Таврію», проте виступав лише за дублюючий склад, а також провів два матчі у Кубку України, забивши в другому з них у ворота «Закарпаття».
Не загравши за кордоном, на початку 2007 року повернувся на батьківщину, став гравцем «Хайдука» (Кула), за який виступав наступні півтора сезону.
5 липня 2008 року підписав чотирирічний контракт з столичним «Партизаном», проте закріпитися в складі гранда не зумів, зігравши за півроку лише один матч в чемпіонаті. Через це в подальшому виступав виключно в оренді за «Ягодину», «Млади Радник» та «Металац».
Своєю грою за останню команду привернув увагу представників тренерського штабу угорського «Капошвара», до складу якого приєднався влітку 2010 року. Відіграв за клуб з Капошвара наступні півтора сезону своєї ігрової кар'єри. Більшість часу, проведеного у складі «Капошвара», був основним гравцем атакувальної ланки команди і одним з головних бомбардирів команди, маючи середню результативність на рівні 0,44 голу за гру першості.
На початку 2012 року перейшов у «Відеотон» з Секешфегервара, з яким відразу в тому ж сезоні виграв кубок угорської ліги, проте за рік зіграв лише у 5 матчах чемпіонату, через що на початку 2013 року був відданий в оренду в «Ференцварош», у складі якого вдруге поспіль виграв кубок ліги. У фіналі столична команда перемогла саме «Відеотон» з рахунком 5-1, проте Перич на поле не вийшов.

## Статистика виступів
Станом на 1 серпня 2013 року

### Статистика клубних виступів
| Сезон                | Команда              | Чемпіонат            | Чемпіонат | Чемпіонат | Національний кубок | Національний кубок | Національний кубок | Континентальні кубки | Континентальні кубки | Континентальні кубки | Усього | Усього |
| Сезон                | Команда              | Ліга                 | Ігор      | Голів     | Ліга               | Ігор               | Голів              | Ліга                 | Ігор                 | Голів                | Ігор   | Голів  |
| -------------------- | -------------------- | -------------------- | --------- | --------- | ------------------ | ------------------ | ------------------ | -------------------- | -------------------- | -------------------- | ------ | ------ |
| 2006-07              | «Хайдук» (Кула)      | СЛ                   | ?         | ?         | КС                 | ?                  | ?                  |                      | -                    | -                    | ?      | ?      |
| 2007-08              | «Хайдук» (Кула)      | СЛ                   | 27        | 6         | КС                 | ?                  | ?                  | КІ                   | 4                    | 2                    | 31     | 8      |
| 2008-09              | «Партизан»           | СЛ                   | 1         | 0         | КС                 | ?                  | ?                  | КУЄФА                | 1                    | 0                    | 2      | 0      |
| 2008-09              | «Ягодина»            | СЛ                   | 13        | 2         | КС                 | ?                  | ?                  | -                    | -                    | -                    | 13     | 2      |
| 2009-10              | «Млади Радник»       | СЛ                   | 5         | 0         | КС                 | ?                  | ?                  | -                    | -                    | -                    | 5      | 0      |
| 2009-10              | «Металац»            | СЛ                   | 11        | 2         | КС                 | ?                  | ?                  |                      | -                    | -                    | 11     | 2      |
| 2010-11              | «Капошвар»           | ЧУ                   | 27        | 8         | КУ                 | 7                  | 2                  |                      | -                    | -                    | 34     | 10     |
| 2011-12              | «Капошвар»           | ЧУ                   | 15        | 11        | КУ                 | 4                  | 2                  |                      | -                    | -                    | 19     | 13     |
| Усього за «Капошвар» | Усього за «Капошвар» | Усього за «Капошвар» | 42        | 19        |                    | 11                 | 4                  |                      | 0                    | 0                    | 53     | 23     |
| 2011-12              | «Відеотон»           | ЧУ                   | 4         | 2         | КУ                 | 1                  | 0                  |                      | -                    | -                    | 5      | 2      |
| 2012-13              | «Відеотон»           | ЧУ                   | 1         | 0         | КУ                 | 0                  | 0                  |                      | -                    | -                    | 1      | 0      |
| Усього за «Відеотон» | Усього за «Відеотон» | Усього за «Відеотон» | 5         | 2         |                    | 1                  | 0                  |                      | 0                    | 0                    | 6      | 2      |
| 2012-13              | «Ференцварош»        | ЧУ                   | 16        | 4         | КУ                 | 1                  | 0                  | -                    | -                    | -                    | 17     | 4      |
| Усього               | Усього               | Усього               | 120+      | 35+       |                    | 13+                | 4+                 |                      | 5                    | 2                    | 138+   | 41+    |

## Досягнення
- Чемпіон Сербії (1): 2008-09
- Володар Кубка Сербії (1): 2008-09
- Володар Кубка угорської ліги (2): 2011-12, 2012-13
- Володар Суперкубка Угорщини (1): 2012